# Bloc del motor

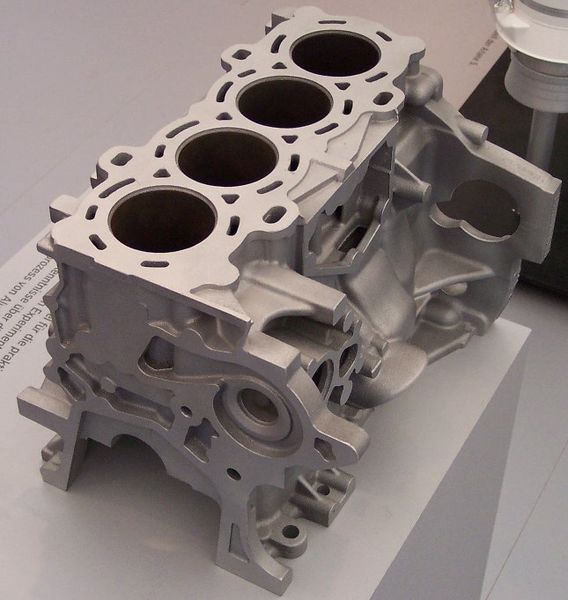
Bloc d'alumini d'un motor de 4 cilindres.

El bloc de cilindres, bloc del motor o monobloc és una peça fosa en ferro o alumini que allotja els cilindres d'un motor de combustió interna així com els suports de suport del cigonyal. El diàmetre dels cilindres, juntament amb la carrera del pistó, determina la cilindrada del motor.

## Funcions

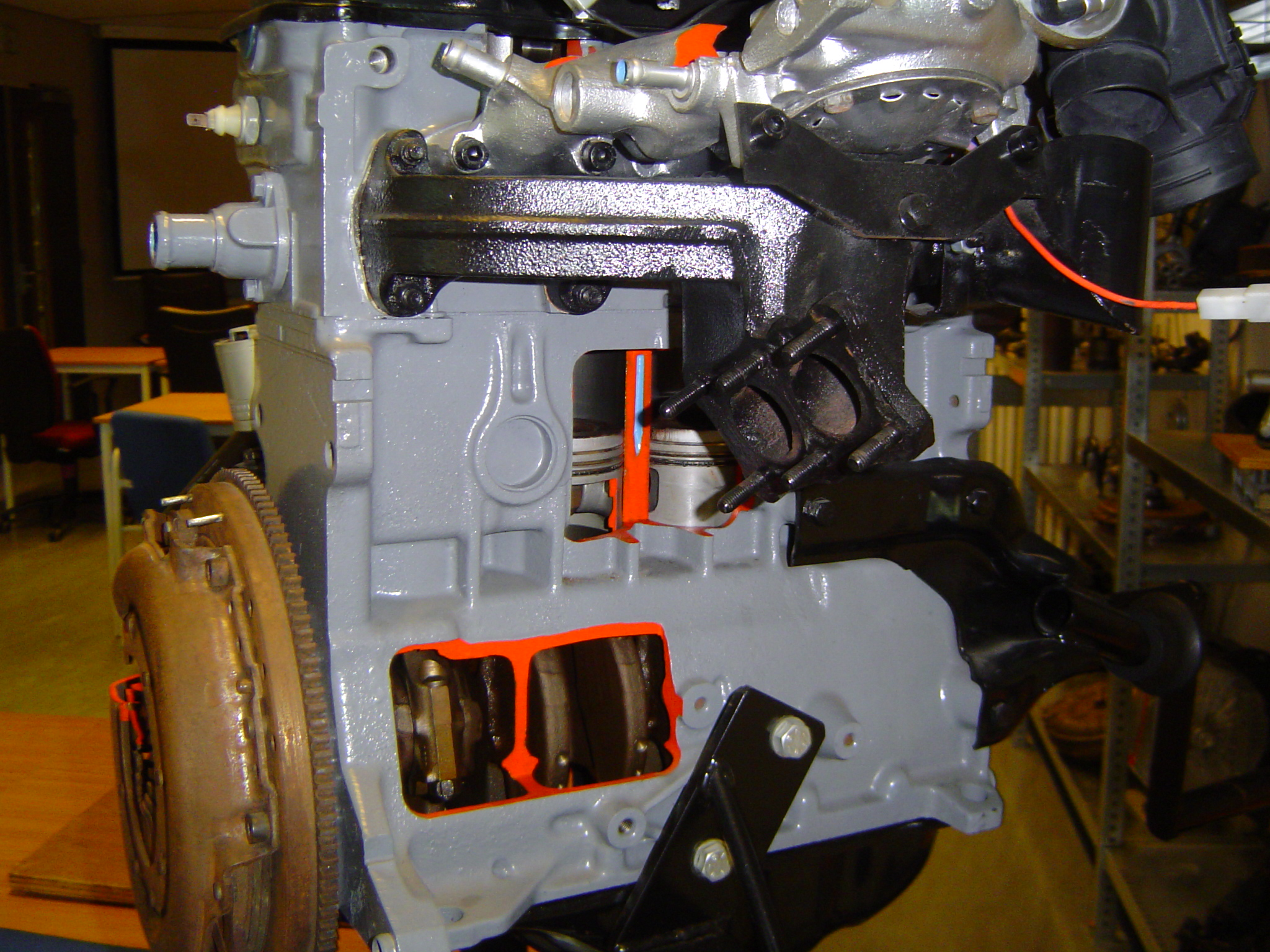
bloc motor de fosa, seccionat (en gris) d'un motor antic d'automòbil

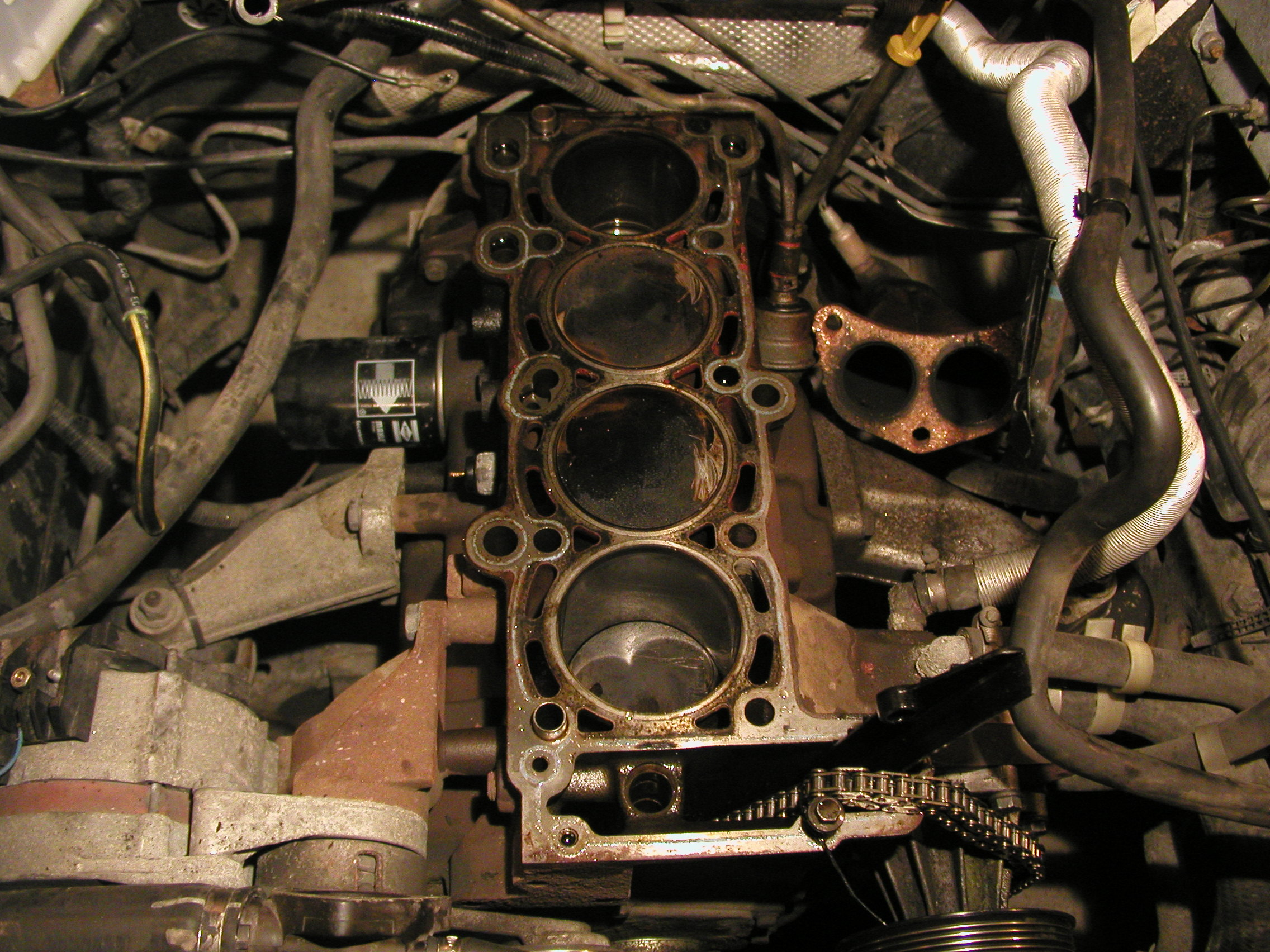
El bloc d'un motor mostrant les obertures dels cilindres.

Allotjar el tren alternatiu, format pel cigonyal, les bieles i els pistons. En el cas d'un motor per refrigeració líquida, la més freqüent en l'actualitat, en l'interior del bloc existeixen també cavitats formades en el motlle a través de les quals circula l'aigua de refredament, així com altres tubulars per a l'oli de lubricació el filtre també està generalment fix a l'estructura del bloc.
Quan l'arbre de lleves no va muntat en la culata com és el cas del motor OHV hi ha un allotjament amb suports per a l'arbre de lleves de les vàlvules.
El bloc té connexions i obertures a través de les quals diversos dispositius addicionals són controlats a través de la rotació del cigonyal, com pot ser la bomba d'aigua, bomba de combustible, bomba d'oli i distribuïdor (en els vehicles que els posseeixen).

## Material
El material de què són construïts els blocs ha de permetre el modelat de totes les obertures i passatges indispensables, com també suportar els elevats esforços de tracció de la culata durant la combustió, i allotjar les camises de cilindre per on llisquen els pistons. Així mateix van subjectes al bloc les tapes dels suports del cigonyal, anomenades també suports de bancada.
Els materials més usats són el ferro colat i l'alumini, aquest últim més lleuger i amb millors propietats dissipadores, però de preu més elevat.
També ha de tenir suports del cigonyal reforçats. Resistint pitjor a la fricció dels pistons dels blocs d'alumini tenen els cilindres normalment revestits amb camises d'acer.